# Iris ensata
Iris ensata är en irisväxtart som beskrevs av Carl Peter Thunberg. Iris ensata ingår i släktet irisar, och familjen irisväxter. Inga underarter finns listade i Catalogue of Life.

## Bildgalleri

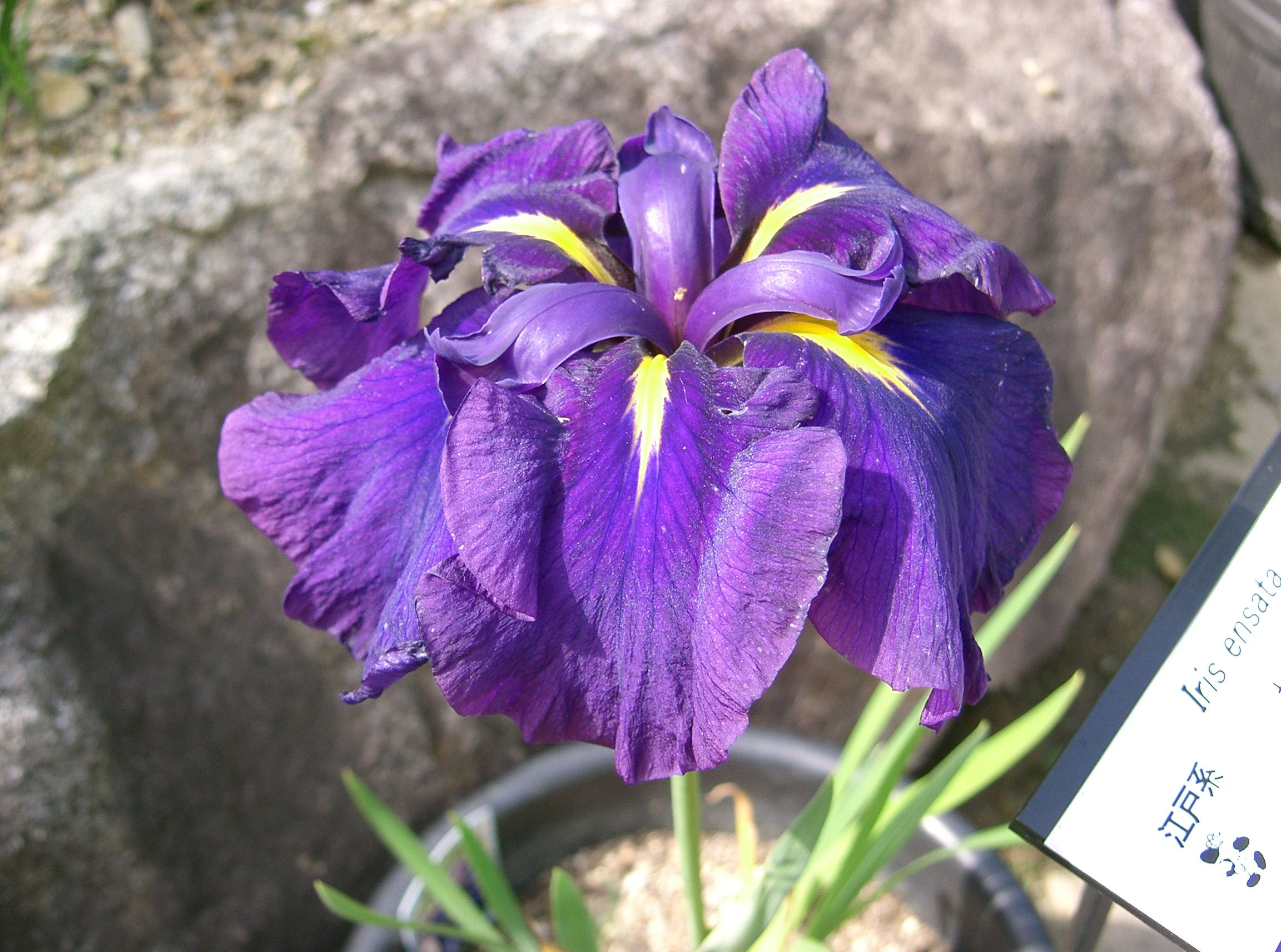
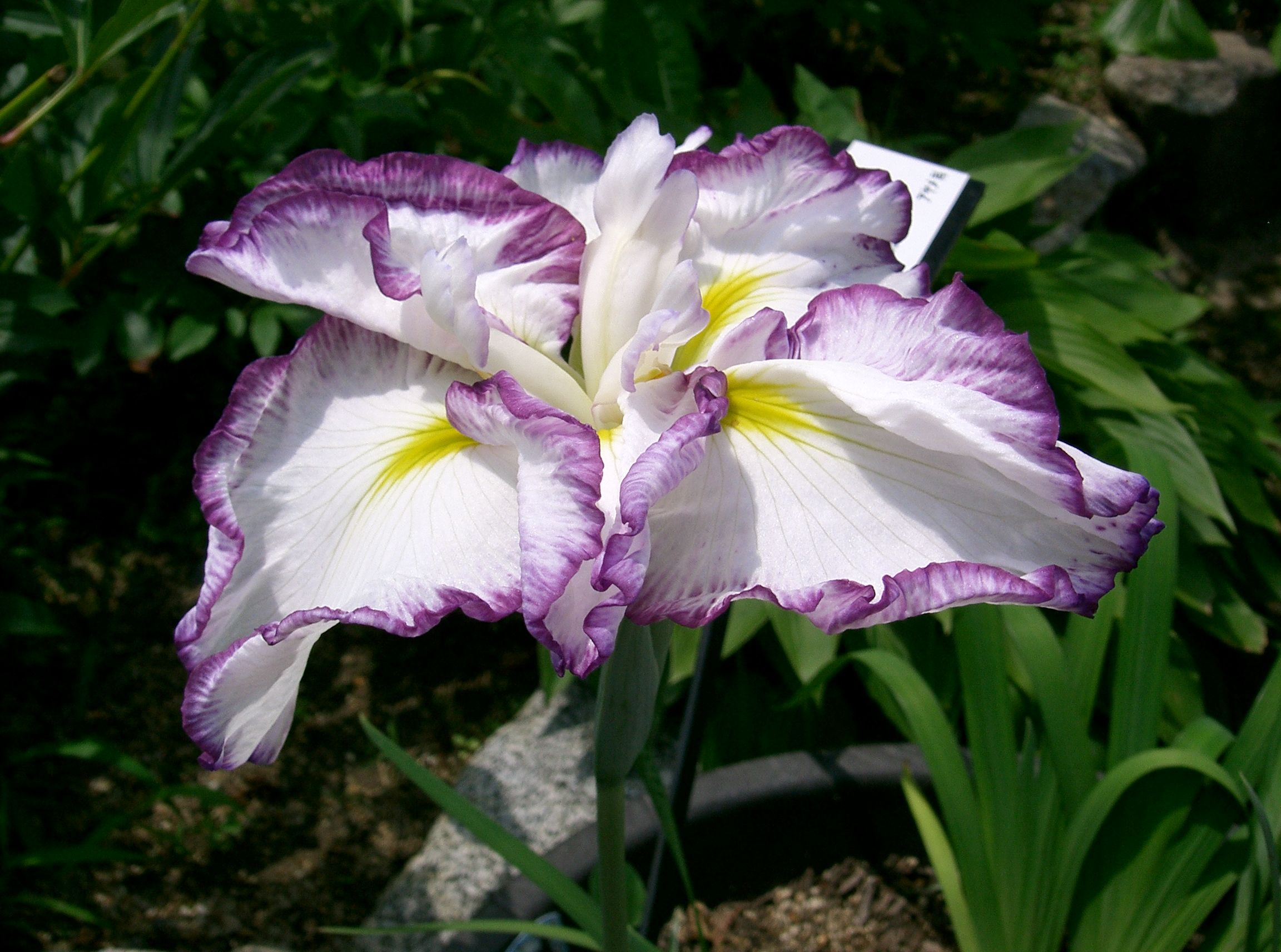
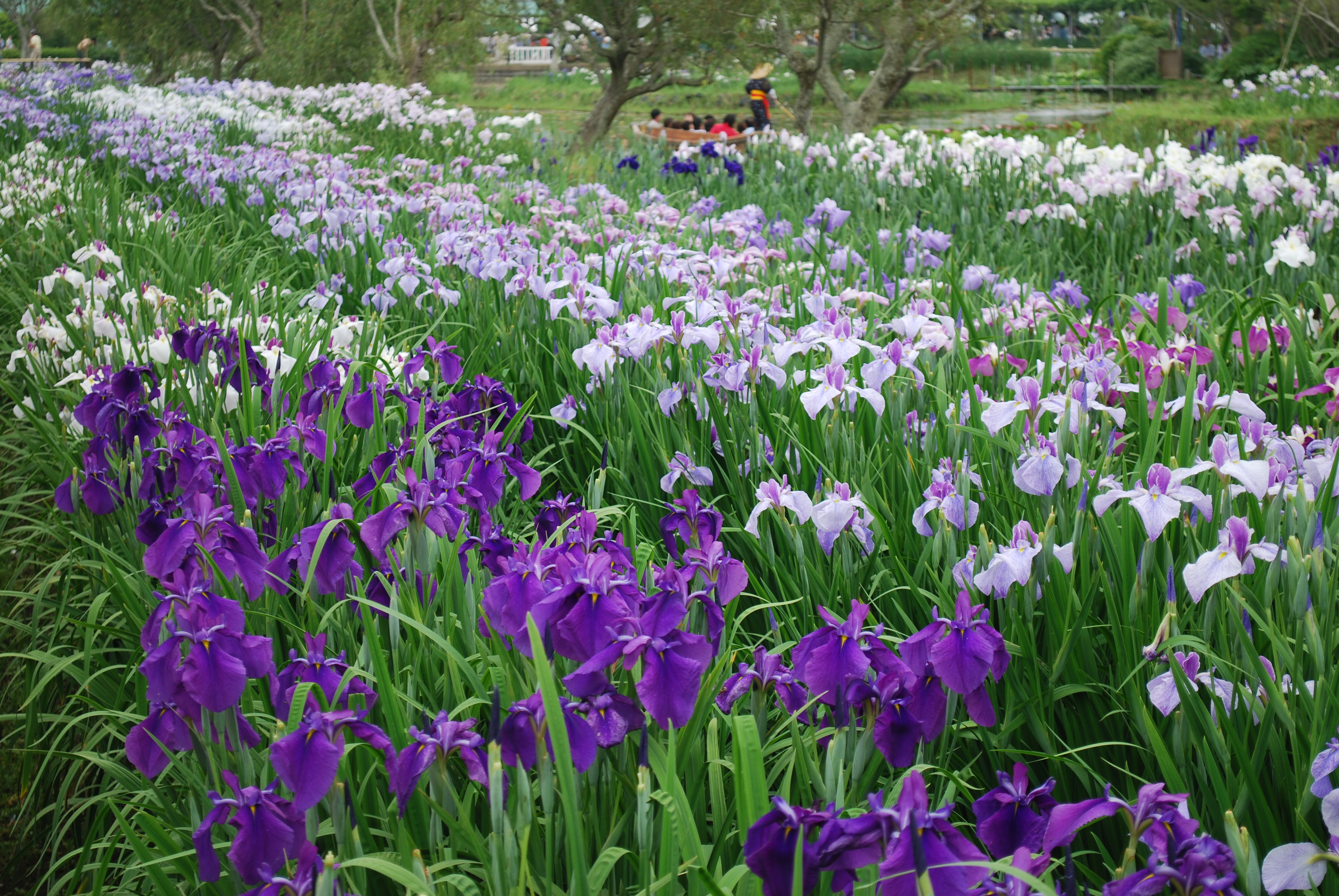
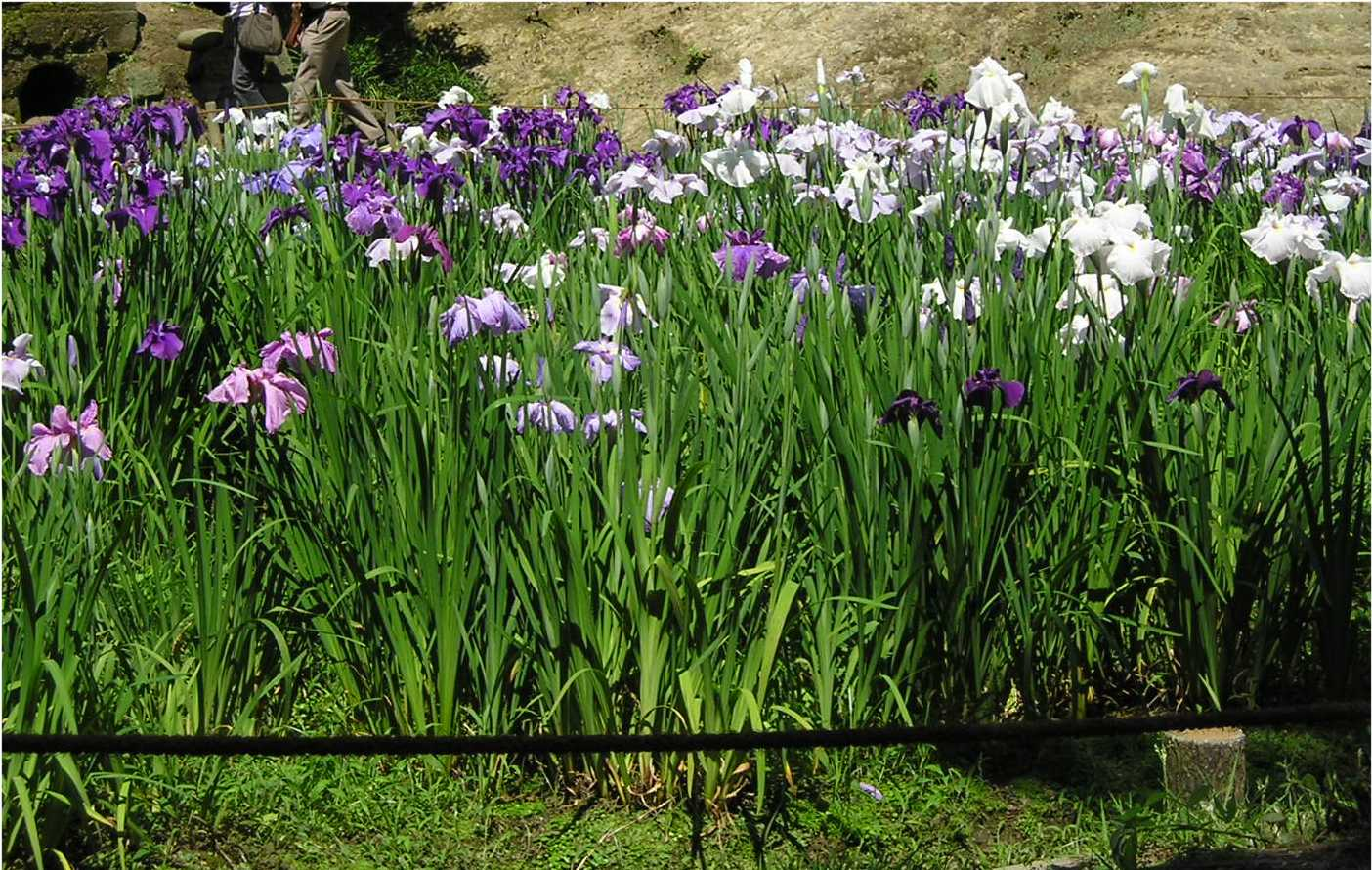
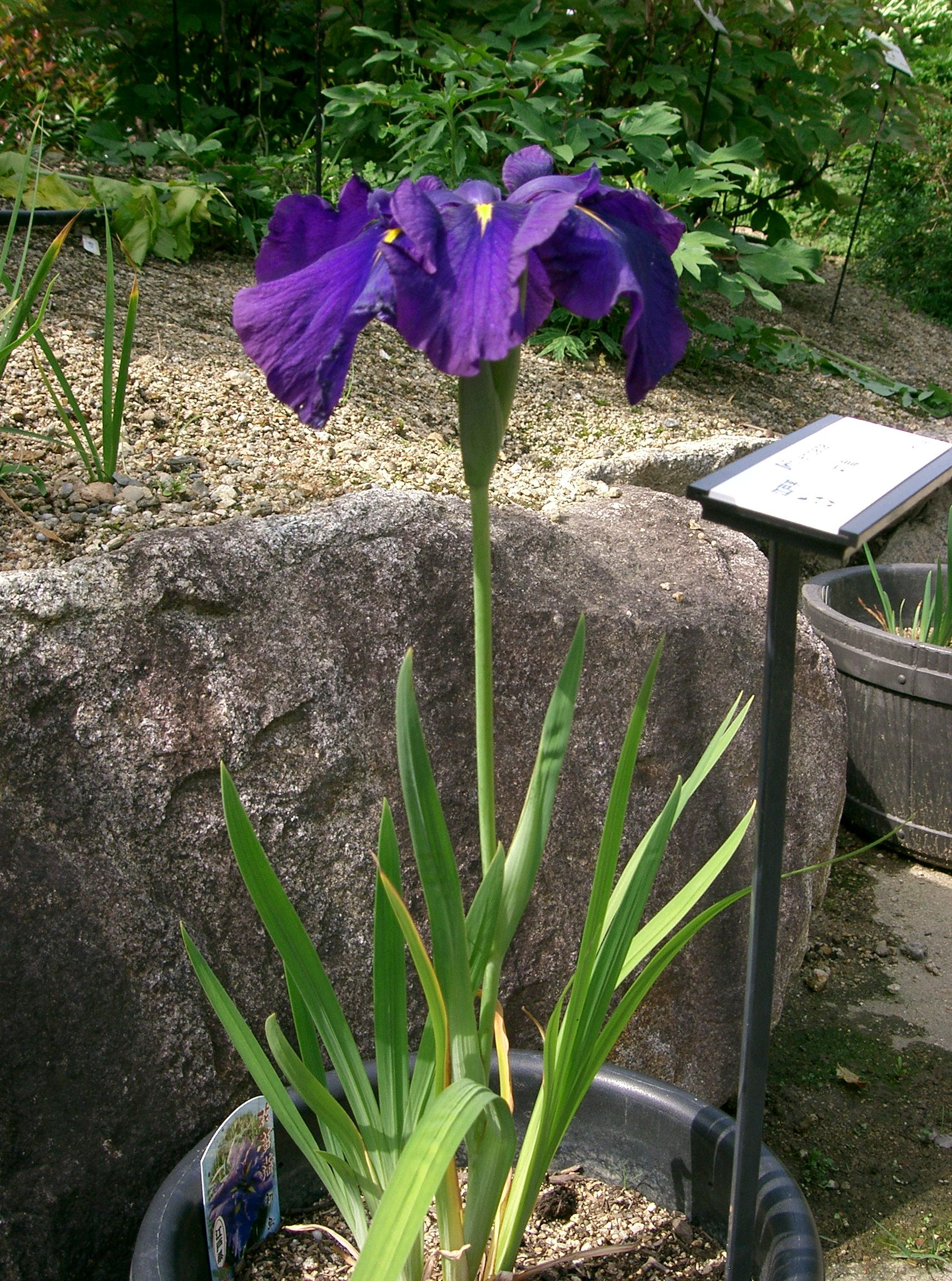
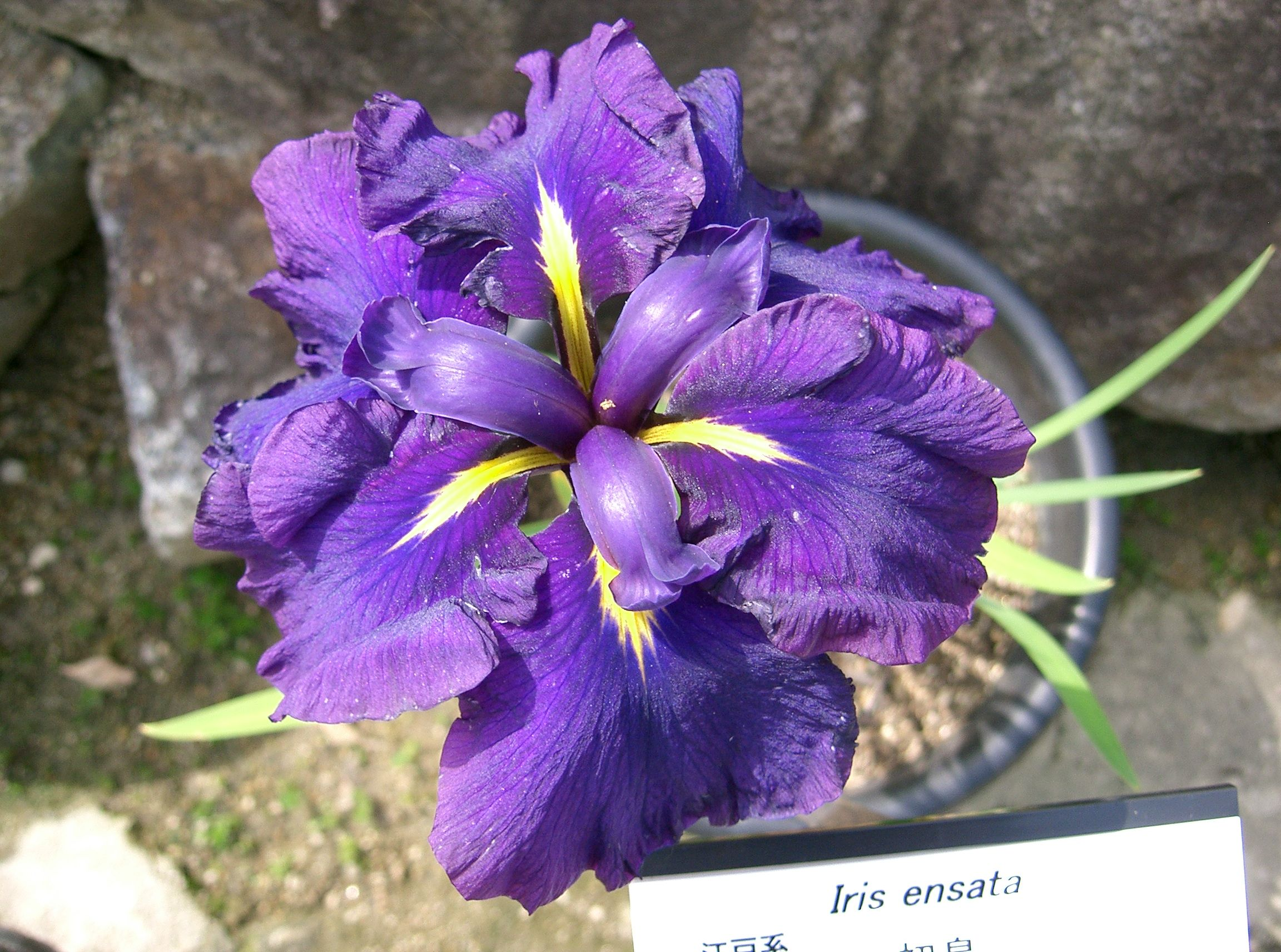